# Stoke Park, Hampshire
Stoke Park var en civil parish från 1899 till 1932 då den blev en del av Fair Oak och Eastleigh, i grevskapet Hampshire, i England. Civil parish var belägen 10 km från Petersfield och hade 652 invånare år 1931.